# Lukojanovskij rajon
Il Lukojanovskij rajon (in russo Лукояновский район?) è un rajon dell'Oblast' di Nižnij Novgorod, nella Russia europea; il capoluogo è Lukojanov.